# Garford-Putiłow
Garford-Putiłow (ros. Гарфорд-Путилов) – rosyjski samochód pancerny wyprodukowany w Zakładach Putiłowskich na podwoziu pięciotonowego samochodu ciężarowego Garford. Był to jeden z najlepiej uzbrojonych samochodów pancernych I wojny światowej. Produkcję prowadzono w latach 1915–1916, ogółem powstało 48 maszyn. 

## Użycie
Samochody Garford-Putiłow wykorzystywano w czasie I wojny światowej (1914–1918), a później podczas wojny domowej w Rosji (1917–1923) oraz w czasie rewolucji listopadowej w Niemczech (1918–1919).
Podczas wojny polsko-bolszewickiej (1919–1921) armia polska zdobyła kilka wozów Garford-Putiłow i co najmniej trzech używała w działaniach bojowych. Samochody nazwane „Dziadek”, „Generał Szeptycki” i „Zagłoba” do końca lat 20. XX wieku były na wyposażeniu Wojska Polskiego.